# ジョン・トラル
ジョン・トラル（Jon Toral、1995年2月5日 - ）は、スペイン・レウス出身のプロサッカー選手。ポジションはMF。

## クラブ経歴
地元クラブでプレーを始め、2003年にFCバルセロナのカンテラに入団。中盤でセルジ・サンペールとコンビを組んだ。
2010年、マンチェスター・ユナイテッド・プレミアカップでのプレーがアーセナルFCのスカウトの目にとまり、2011年夏にチームメイトのエクトル・ベジェリンと共にアーセナルFCに移籍。移籍金は30万ポンド。しかしトップチームでの出番は全くなく、他クラブへのレンタル移籍を繰り返した。そして2017-18シーズン前に300万ポンドでハル・シティAFCに放出された。
2020年8月25日、バーミンガム・シティFCに移籍。

## 人物
母親はイギリス人。

## 所属クラブ
ユース
- サンテス・レウス
- FCバルセロナ 2003-2011
- アーセナルFC 2011-2014

プロ
- アーセナルFC 2014-2017

→ ブレントフォードFC 2014-2015 (loan)
→ バーミンガム・シティFC 2015-2016 (loan)
→ グラナダCF 2016-2017 (loan)
→ レンジャーズFC 2017 (loan)
- ハル・シティAFC 2017-2020
- バーミンガム・シティFC 2020-